# Höchstzulässige Fluggeschwindigkeit
Die Höchstzulässige Fluggeschwindigkeit, in der internationalen Luftfahrt als VNE (Velocity Never Exceed) abgekürzt, ist die Fluggeschwindigkeit, die unter keinen Umständen überschritten werden darf. Sie kann von unterschiedlichen Faktoren, zum Beispiel von der Flughöhe oder der Konfiguration des Luftfahrzeugs abhängig sein. Oberhalb dieser Geschwindigkeit kann es zu strukturellem Versagen oder zum Kontrollverlust kommen. Die höchstzulässige Fluggeschwindigkeit wird im Rahmen der Flugerprobung ermittelt und ist im Flughandbuch des jeweiligen Luftfahrzeugs angegeben. Sie ist auf der Geschwindigkeitsanzeige üblicherweise rot markiert.